# Toribi d'Astorga
|  | No s'ha de confondre amb Toribi de Liébana. |

Toribi d'Astorga   (Astorga, 402 (Gregorià) - Astorga, 460 (Gregorià)) fou un bisbe d'Astorga. És venerat com a sant per les esglésies catòlica ortodoxa i anglicana.

## Biografia
Toribi, segons la tradició, havia nascut a Betanzos o a Salceda de Caselas en començar el segle v. Va fer un pelegrinatge a Jerusalem, on va conèixer-ne el patriarca Juvenal, que li encarregà d'administrar la basílica del Sant Sepulcre durant uns anys. En tornar, el patriarca li va donar un fragment de la Vera Creu que s'hi guardava i que feia poc que havia estat trobada per santa Helena.
La tradició diu que, en tornar, va passar per Roma i va visitar el papa Lleó I; va desembarcar a Sabugo, prop d'Avilés, i va arribar caminant al Monsacro de Morcín i Santa Eulalia, on va fundar l'església de Santa Eulalia de Morcín. A Tui (Galícia) va ésser ardiaca i intervingué com a legat papal a un sínode de les diòcesis galaiques a Braga, el 443.
El 448 va ésser nomenat bisbe d'Astorga (Lleó), en bona part pel seu prestigi d'erudició i santedat. Hi fou fins al 452 i va mantenir la disciplina eclesiàstica i va defensar el credo de Nicea enfront de l'heretgia priscil·lianista, rebent per la seva activitat una carta de suport del papa Lleó el Gran.
Després va ésser bisbe de Tui. L'any 465 Teodoric II (rei dels visigots) va enviar un exèrcit al nord-est hispànic, arrasant-hi poblacions, monestirs i esglésies, fent que molts cristians en fugissin. Toribi es refugià a Astorga, però no hi va ésser ben rebut i va marxar cap a Astúries, a Morcín i el Monsacro, on va romandre-hi fins que va poder tornar a Tui, on va morir l'any 476.

## Veneració
Aviat va ésser venerat com a sant. Segons la tradició, les seves relíquies, juntament amb la peça del Lignum Crucis, va ésser traslladat al monestir de San Martín de Turieno a Liébana a mitjan segle viii, que va prendre el nou nom de Santo Toribio de Liébana. La seva festivitat litúrgica és el 16 d'abril.

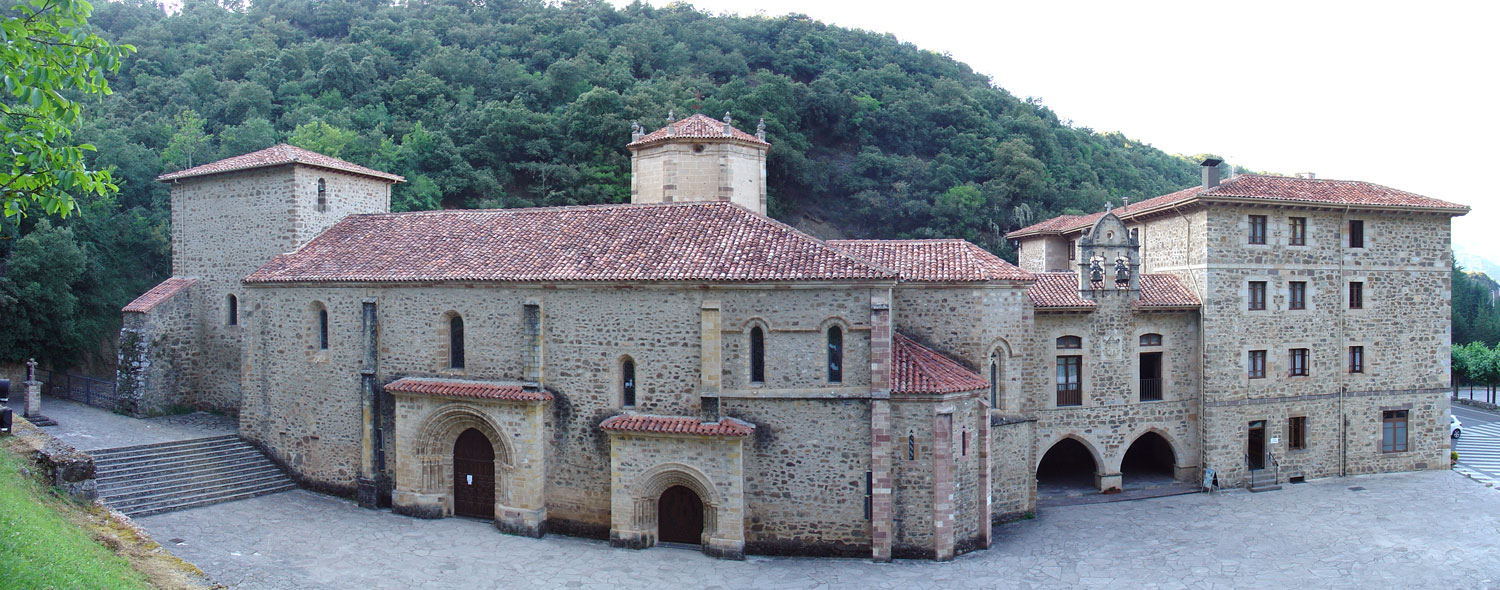
Monestir de Santo Toribio de Liébana, lloc d'enterrament del bisbe.
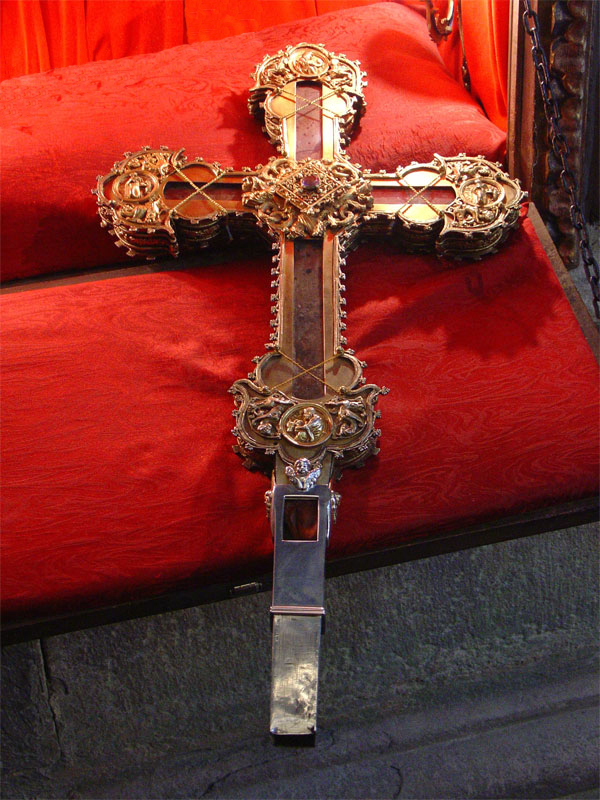
Relíquia del Lignum Crucis de Liébana, portada pel bisbe Toribi.